# Festival Dente de Leite de Futsal
Festival Dente de Leite de Futsal, ou Torneio Dente de Leite de Futsal, é uma competição de Futsal, categoria Sub 10, que é promovida pela TV Rio Sul.
Cada cidade da região Sul Fluminense recebe uma etapa, e a equipe vencedora da etapa se classifica para a final. Em etapas que reunem equipes de mais de uma cidade, classificam-se para a finalíssima equipes que terminaram pelo menos em 3º lugar.
A edição 2013 do torneio percorreu 13 cidades do Sul do Rio de Janeiro, e teve as versões masculina e feminina.